# Marquardo Susanna
Marquardo Susanna, latinizzato come Marquardus de Susannis (Udine, 1508 circa – 1578), è stato un giurista e avvocato italiano del XVI secolo, cittadino della Repubblica di Venezia. Lodato dai suoi contemporanei per la sua conoscenza giuridica, svolse incarichi per la Serenissima e pubblicò due opere di argomento religioso.

## Biografia
Nacque intorno al 1508 a Udine, figlio di Cristoforo Susanna e Lucrezia Antonini. Dopo avere studiato in gioventù nella città natale sotto Gregorio Amaseo, G.B. Privitellio e Francesco Alunno, si trasferì presso l'Università di Padova, dove conseguì il dottorato in giurisprudenza nel 1522. Tornato a Udine, si sposò con Samaritana Biancone ed esercitò la professione di avvocato, sia nelle cause civili sia presso il tribunale ecclesiastico.
Per conto della Repubblica di Venezia operò nel 1563 all'interno di un gruppo di giureconsulti che affiancarono i commissari veneti per dirimere il problema dei confini con la Provincia Austriaca, governata dagli arciduchi Carlo e Ferdinando d'Austria. Ebbe incarichi politici nei domini di Terraferma della Serenissima, tra i quali nel 1565 quello di vicario di Giambattista Contarini, podestà della città di Padova.
Marquardo Susanna scrisse varie opere riguardanti la propria attività giuridica, ma pubblicò (a Venezia) solo due trattati di tema religioso, il De iudaeis et aliis infidelibus nel 1558 (dedicandolo a papa Paolo IV) e il De coelibatu sacerdotum non abrogando nel 1565 (dedicato a papa Pio IV). Nel De iudaeis raccoglie le tesi antigiudaiche in voga nel tempo e scrive che, pur avendo diritto di cittadinanza, gli ebrei possono essere espulsi se imputati di gravi crimini e macchinazioni, citando come caso esemplare la diffusione della peste di Udine del 1556, quando gli ebrei furono cacciati dalla città.
Morì a settant'anni nel 1578.

## Opere
- De Iudaeis, Venezia, 1558.
  - (LA) De iudaeis et aliis infidelibus, Venezia, 1568.
- Tractatus de coelibatu sacerdotum non abrogando, Venezia, 1565.